# Диспач
Диспа́ч (англ. Despatch money) — в торговом мореплавании вознаграждение, которое может быть установлено соглашением сторон и уплачивается перевозчиком фрахтователю за окончание погрузки груза до истечения сталийного времени. При отсутствии такого соглашения размер диспача исчисляется в размере одной второй платы за простой.

## Методы расчета диспача
Существует два основных метода расчета диспача:
- Время диспача считается в качестве календарных дней от момента окончания грузовых операций до момента окончания сталийного времени;
- Из всего спасенного времени вычитаются нерабочие дни. Диспач за рабочее спасенное время соответственно меньше, чем диспач за все спасенное время.

Ставка диспача как правило составляет половину ставки демереджа.
Таким образом, оплата диспача за рабочее спасенное время предпочтительна для судовладельца, тогда как фрахтователи предпочитают формулу всего спасенного времени.
Диспач не применяется при танкерных перевозках.